# Al-Qiyamah

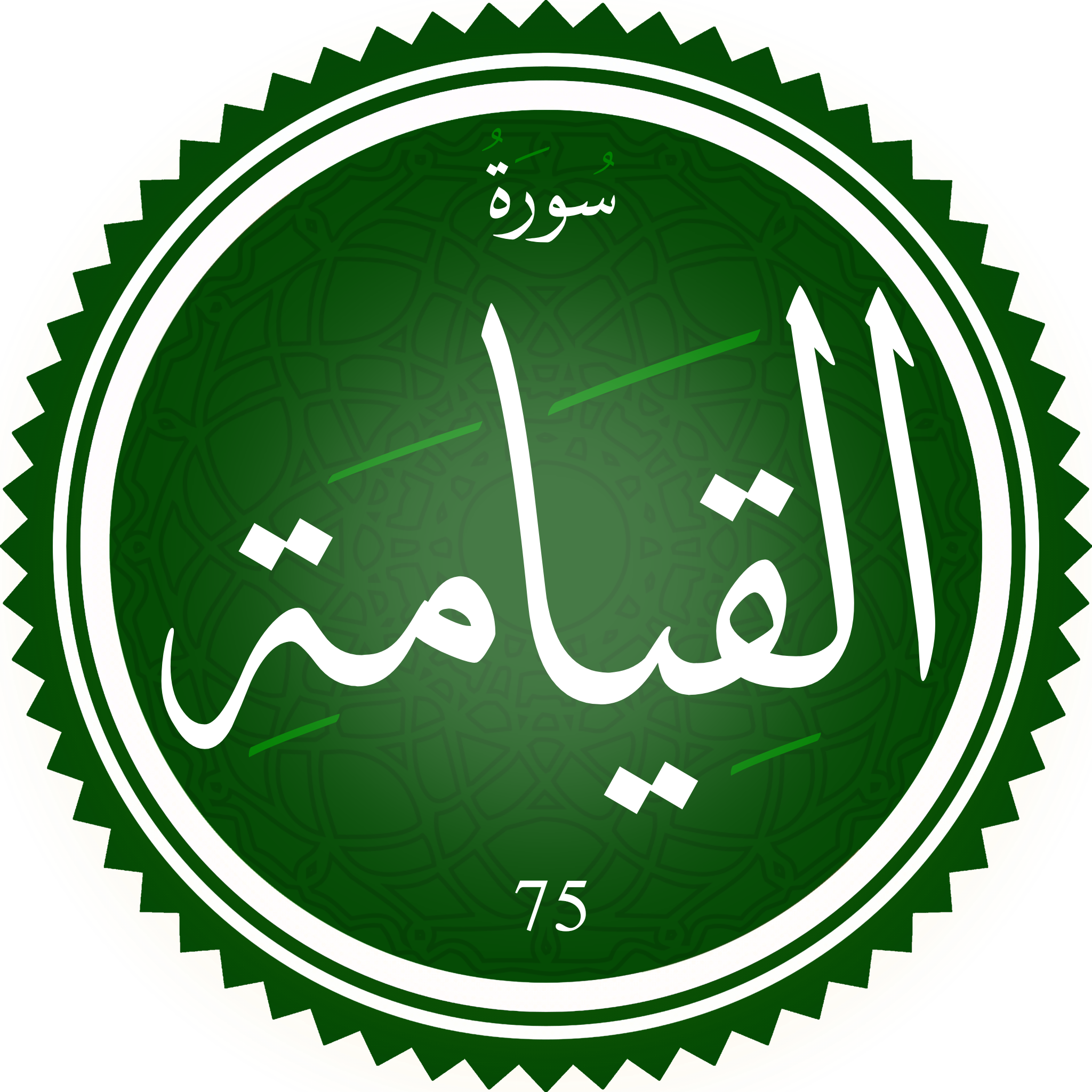
Sura al-Qiyamah.

Al-Qiyāmah (arabiska: سورة القيامة) ("Uppståndelsen") är den sjuttiofemte suran i Koranen med 40 verser (ayah). Den skall ha uppenbarats för profeten Muhammed under dennes period i Mekka. Den domineras av föreställningen om den nalkande uppståndelsens dag, Yawm al-Qiyāmah (يوم القيامة ).
Suran berättar att (domedagen) sker då ögat är bländat, månen förmörkad och solen och månen har sammanförts. Människorna kommer att stå inför rätta framför Allah, vissa ivriga och andra olyckliga. Dessa olyckliga kommer att vara så rädda, att de inte kan stå rakt på sina ben.
Tron på Qiyāmah är en fundamental grundsats i islams troslära. Rannsakningarna och prövningarna förknippade med den finns i detalj beskrivna både i Koranen och i hadith, såväl som i kommentarer av muslimska utställare och lärda överheter som Ghazali, Muhammad al-Bukhari, Ibn Kathir och Ibn Khuzaimah.